# I'll Never Break Your Heart
I'll Never Break Your Heart is een single uit 1996 van de Backstreet Boys. Het werd een hit in diverse Europese landen.
Er verscheen ook een Spaanse versie, Nunca Te Hare Llorar, naar een idee van groepslid Howie Dorough. Hij spreekt vloeiend Spaans; hij is aan de kant van zijn moeder half Puerto Ricaans.

## Tracklist
1. I'll Never Break Your Heart (LP Versie)
2. I'll Never Break Your Heart - Nunca Te Hare Llorar (Spaanse versie)
3. Quit Playing Games (With My Heart) (Live Versie)